# John Spencer (político britânico)
John Spencer (13 de maio de 1708 — 20 de junho de 1746) foi um político britânico e um ancestral dos Condes Spencer.
The Honourable John Spencer nasceu como o filho mais jovem de Charles Spencer, 3º Conde de Sunderland, e de sua esposa, Anne. Em 1732, sucedeu seu primo, William Godolphin, Marquês de Blandford, como Membro do Parlamento por Woodstock, um cargo que deteve até 1746. Envolveu-se com a fundação do Foundling Hospital, famosamente defendido por Thomas Coram, William Hogarth, entre outros.
Em janeiro de 1733, Spencer herdou as propriedades de seu pai em Bedfordshire, em Northamptonshire (incluindo Althorp) e em Warwickshire. Também herdou Wimbledon Park, a propriedade de sua avó, a Duquesa de Marlborough. Um mês depois, em 14 de fevereiro, John casou-se com Georgina Carolina Carteret (filha do co-herdeiro do Visconde Carteret, mais tarde Conde Granville). O único filho deles foi John, que em 1765 se tornou o 1° Conde Spencer.
Spencer morreu em 1746, e sua esposa casou-se pela segunda vez com o 2º Conde Cowper. Althorp continua sendo a principal residência dos condes, mas Wimbledon foi vendida mais tarde pelo 4º Conde Spencer, em 1846.